# East Bergholt
East Bergholt är en by (village) och en civil parish i Babergh, Suffolk i sydöstra England, Orten har 2 689 invånare. Den har en kyrka. Konstnären John Constable föddes i East Bergholt och har avbildat byn i flera av sina mest berömda målningar såsom Höskrindan.